# J. Kenneth Campbell
Pour les articles homonymes, voir Campbell.
Cet article possède un paronyme, voir Kenneth Campbell.
Ne pas confondre avec l'aviateur écossais Kenneth Campbell (1917-1941).
J. Kenneth Campbell, de son nom complet James Kenneth Campbell II est un acteur américain, né le 22 juillet 1947 à New York (arrondissement du Queens, quartier de Flushing).

## Biographie
Au cinéma, J. Kenneth Campbell apparaît pour la première fois (un petit rôle non crédité) dans le film britannique Avec les compliments de Charlie de Stuart Rosenberg (1979, avec Charles Bronson et Jill Ireland). Suivent à ce jour le film canadien L'Enfant du diable de Peter Medak (1980, avec George C. Scott et Trish Van Devere), puis vingt-cinq films américains (le dernier en 2013), dont Abyss de James Cameron (1989, avec Ed Harris et Mary Elizabeth Mastrantonio), Le Vol de l'Intruder de John Milius (1991, avec Danny Glover et Willem Dafoe), Mars Attacks! de Tim Burton (1996, avec Jack Nicholson et Glenn Close) et Dommage collatéral d'Andrew Davis (2002, avec Arnold Schwarzenegger et Francesca Neri).
Pour la télévision américaine, à ce jour, il se produit dans quarante-sept séries, depuis La Nouvelle Équipe (un épisode, 1970) jusqu'à The Whole Truth (épisode pilote, 2010). Entretemps, citons Wonder Woman (un épisode, 1977), Matlock (cinq épisodes, 1988-1995) et Les Associées (trois épisodes, 2001).
S'ajoutent douze téléfilms de 1978 à 2003, dont Un père trop célèbre de Michael Landon Jr. (1999, avec John Schneider et Cheryl Ladd).
Au théâtre enfin, J. Kenneth Campbell joue notamment à Broadway (New York), où il débute en 1973 dans la comédie musicale Cyrano (en) (adaptation de la pièce Cyrano de Bergerac d'Edmond Rostand), aux côtés de Christopher Plummer dans le rôle-titre. Là, suivent quatre pièces à ce jour, la dernière en 1983 étant The Caine Mutiny Court-Martial d'Herman Wouk (avec William Atherton et Michael Moriarty).

## Filmographie sélective

### Cinéma
(films américains, sauf mention contraire)
- 1979 : Avec les compliments de Charlie (Love and Bullets) de Stuart Rosenberg (film britannique) : un présentateur d'informations
- 1980 : L'Enfant du diable (The Changeling) de Peter Medak (film canadien) : un agent de sécurité
- 1987 : Opération survie (The Survivalist) de Sig Shore : le porte-parole du président
- 1988 : Waxwork d'Anthony Hickox : le marquis de Sade
- 1989 : Abyss (The Abyss) de James Cameron : le commandant DeMarco
- 1990 : L'Enfer bleu (The Last of the Finest) de John Mackenzie
- 1989 : Délit d'innocence (An Innocent Man) de Peter Yates : le lieutenant Freebery
- 1991 : Le Vol de l'Intruder (Flight of the Intruder) de John Milius : le capitaine de corvette « Cowboy » Parker
- 1992 : Arrête ou ma mère va tirer ! (Stop! Or Mym Mom Will Shoot) de Roger Spottiswoode : l'inspecteur Ross
- 1993 : Deadfall de Christopher Coppola : Huey
- 1994 : Cobb de Ron Shelton : William Herschel Cobb
- 1996 : Mars Attacks! de Tim Burton : un docteur
- 1997 : L'Or de la vie (Ulee's Gold) de Victor Nuñez : le shérif Bill Floyd
- 1997 : Turbulences à 30 000 pieds (Turbulence) de Robert Butler : le capitaine Matt Powell
- 1998 : Bulworth de Warren Beatty : Anthony
- 1999 : Flic de haut vol (Blue Streak) de Les Mayfield : l'agent du FBI Peterson
- 2001 : Tomcats de Gregory Poirier : M. MacDonald
- 2002 : Dommage collatéral (Collateral Damage) d'Andrew Davis : Ed Coonts
- 2005 : Black/White (Guess Who) de Kevin Rodney Sullivan : Nathan Rogers

### Télévision

#### Séries télévisées
- 1970 : La Nouvelle Équipe (The Mod Squad)
  - Saison 2, épisode 17 A Town Called Sincere d'Earl Bellamy : Sooey
- 1977 : Wonder Woman
  - Saison 2, épisode 3 Vengeance nipponne (The Man Who Could Move the World) : Taft
- 1977 : Les Têtes brûlées (Baa Baa Black Sheep)
  - Saison 2, épisode 1 La Prière de l'Irlandais (Divine Wind) : le commandant Billings
- 1978 : Lou Grant
  - Saison 2, épisode 3 Hooker d'Alexander Singer : Jones
- 1988 : Cheers
  - Saison 7, épisode 8 L'Amour du risque (Jumping Jerks) de James Burrows : Bob Speaks
- 1988-1995 : Matlock
  - Saison 2, épisode 13 Pour le sport (The Body, 1988) de Charles S. Dubin : Jack Berlin
  - Saison 5, épisodes 2 et 3 Impasse, 1re et 2e parties (Nowhere to Turn, Parts I & II, 1990) d'Harvey S. Laidman : Scott Walker
  - Saison 8, épisodes 13 et 14 Enlèvements en série, 1re et 2e parties (The Kidnapping, Parts I & II, 1994) de Christopher Hibler : Ed Wingate
  - Saison 9, épisodes 15 et 16 Le Triathlon meurtrier, 1re et 2e parties (The Heist, Parts I & II, 1995) de Leo Penn : Ed Wingate
- 1989 : L'Équipée du Poney Express (The Young Riders)
  - Saison 1, épisode 9 Une belle journée pour mourir (A Good Day to Die) de Virgil W. Vogel : « Snakeman » Gallagher
- 1990 : La Loi de Los Angeles (L.A. Law)
  - Saison 5, épisode 1 La sorcière est de retour (The Bitch Is Back) d'Elodie Keene et épisode 2 Un faux procès (Happy Trails) : le juge Walter Stone
- 1991 : Enquêtes à Palm Springs (P.S. I Luv U)
  - Saison unique, épisode 3 Souris, tu es mort ! (Smile, You're Dead) : Jack Hanson
- 1992 : La loi est la loi (Jake and the Fatman)
  - Saison 5, épisode 22 Mickey Daytona (Beautiful Dreamer) de Bernard L. Kowalski : Tom Chetwin
- 1994-1995 : Le Rebelle (Renenagade)
  - Saison 2, épisode 18 Les Espoirs de Cheyenne (Once Burned, Twice Chey, 1994) : le procureur de district Dennis Piaza
  - Saison 4, épisode 3 Un butin tombé du ciel (The Ballad of D.B. Cooper, 1995) : le shérif
- 1996 : Un drôle de shérif (Picket Fences)
  - Saison 4, épisode 10 Cinquante ans après (Dem Bones) de Lou Antonio : Jonathan Braun
- 1997 : Les Anges du bonheur (Touched by an Angel)
  - Saison 4, épisode 6 La Sécheresse (Jones vs. God) de Sandor Stern : Cotton
- 1998 : Pensacola
  - Saison 1, épisode 12 Alerte à Cyberville (Company Town) : le shérif Hawkins
- 1998 : Ally McBeal
  - Saison 1, épisode 14 Dites-le avec le sourire (Body Language) de Mel Damski : Donald Yorkin
- 1998 : Sept jours pour agir (Seven Days)
  - Saison 1, épisodes 6 et 7 Face cachée, 1re et 2e parties (Doppleganger, Parts I & II) : le colonel Vickery
- 1999 : Melrose Place
  - Saison 7, épisode 15 Réhabilitation (Fist Full of Secrets) : le shérif Spencer
- 1999 : Walker, Texas Ranger
  - Saison 8, épisode 2 Menace sur la ville (Countdown)
- 2000 : Charmed
  - Saison 2, épisode 11 L'Héritier (Reckless Abandon) : Elias Lundy
- 2000 : Angel
  - Saison 1, épisode 15 1753 (The Prodigal) de Bruce Seth Green : le père d'Angel
- 2000 : Diagnostic : Meurtre (Diagnosis Murder)
  - Saison 7, épisode 20 L'Arme à gauche (Murder at BBQ Bob's) de Victor Lobl : le colonel Lucian Chandler
- 2001 : Les Associées (The Hunters)
  - Saison unique, épisode 12 Au royaume des jeux, 2e partie (The Hunted/Vegas, Part II), épisodes 27 et 28 L'Inaccessible Étoile, 1re et 2e parties (The Quest, Parts I & II) : Rango Burke
- 2003 : Frasier
  - Saison 10, épisode 18 La Spirale infernale (Roe to Perdition) de Jerry Zaks : M. Michaels
- 2003 : Le Protecteur (The Guardian)
  - Saison 3, épisode 3 À bout de nerfs (The Line) : M. Lightstone
- 2005 : Commander in Chief
  - Saison unique, épisode 6 Marée noire (First Disaster) : l'amiral
- 2010 : The Whole Truth
  - Saison unique, épisode 1 Monsieur le professeur (Pilot) d'Alex Graves : Larry Combs

#### Téléfilms
- 1982 : Macbeth de Kirk Browning : Macduff (rôle tenu à Broadway : voir ci-dessous)
- 1986 : Perry Mason : Meurtre en direct (Perry Mason: The Case of the Shooting Star) de Ron Satlof : Ray Anderson
- 1988 : Deadline: Madrid de John Patterson : Paul Johnson
- 1991 : Meurtre au 101 (Murder 101) de Bill Condon : Tim Ryder
- 1999 : Un père trop célèbre (Michael Landon, the Father I Knew) de Michael Landon Jr. : Andy Glennon
- 2003 : À l'ombre des souvenirs ou Amour des villes, amour des champs (Straight from the Heart) de David S. Cass Sr. : Howard Jamison

## Théâtre à Broadway (intégrale)
(comme acteur)
- 1973 : Cyrano, musique de Michael J. Lewis, lyrics et livret d'Anthony Burgess, d'après la pièce Cyrano de Bergerac d'Edmond Rostand, mise en scène et chorégraphie de Michael Kidd : le vicomte de Valvert / un commis de boulangerie / un cadet gascon
- 1974 : Derry : Les Citoyens d'honneur (The Freedom of the City) de Brian Friel : un soldat / un attaché de presse militaire
- 1980-1981 : The Philadelphia Story de Philip Barry : Macaulay Connor / George Kittredge / C. K. Dexter Haven (rôles en doublure)
- 1981 : Macbeth de William Shakespeare : Macduff
- 1983 : The Caine Mutiny Court-Martial d'Herman Wouk : le lieutenant Thomas Keefer